# Волгоградская улица (Екатеринбург)
Волгогра́дская улица — улица в жилом районе «Юго-Западный» Верх-Исетского и Ленинского административных районов города Екатеринбурга

## Происхождение и история названий
Первоначально улица носила название Сталинградской улицы.
Улица Волгоградская берет свое название от города Волгоград
Свое старое название берет от Сталинграда, прежнее название города Волгоград 

## Расположение и благоустройство
Волгоградская улица проходит с юго-востока на северо-запад параллельно улице Академика Бардина. Начинается от пересечения с Московской улицей и заканчивается у улицы Серафимы Дерябиной. Пересекается с улицами Амундсена, Чкалова, Ковровым переулком, улицами Громова и Ясной. Слева примыканий к улице нет, справа на улицу выходят улицы Печатников, Советских Женщин, Хасановская, Транзитный и Юзовский переулки, а также Белореченская улица.
Протяжённость улицы составляет около 3200 метров. Ширина проезжей части — переменная. На участке между улицами Ясной и Транзитным переулком ширина проезжей части — одна полоса в каждую сторону движения, на остальных участках — по две полосы в каждую сторону движения. Участок улицы между Транзитным переулком и улицей Амундсена представляет собой бульвар. На протяжении улицы имеется несколько светофоров: на перекрёстках улиц Амундсена, Ясной, Белореченской, а также имеются пешеходные переходы. С обеих сторон улица оборудована тротуарами и уличным освещением (не на всём протяжении). Нумерация домов начинается от улицы Московской.

## История
Улица появилась в 1940-е годы. Обозначена как застраивающаяся на плане Свердловска 1947 года. В последующем застроена многоэтажными жилыми домами (основная застройка относится к 1967—1973 годах), комплексами городской клинической больницы № 40 и областной клинической больницы № 1. Значительная часть улицы (до половины на чётной стороне) остаётся застроенной частными малоэтажными жилыми домами.

## Транспорт
Автомобильное движение на всей протяжённости улицы двустороннее.

### Наземный общественный транспорт
Улица является внутрирайонной транспортной магистралью. По улице на  участке от Ясной до Белореченской осуществляется автобусное движение (маршруты 18, 21, 43), а далее в сторону ул. Репина - трамвайное (маршруты 1,18, 19 (в оба направления), 3 (в сторону Белореченской), 21 (в сторону Репина), ходят маршрутные такси.

### Ближайшие станции метро
Действующих станций метро поблизости нет. В отдалённой перспективе в 600 метрах к югу пересечения с улицей Ясной планируется строительство станции 3-й линии Екатеринбургского метрополитена  «Волгоградская».